# Équipementier aéronautique
Les équipementiers aéronautiques sont les fabricants de pièces et de structures pour l'aviation civile et militaire. Les éléments produits sont destinés aux constructeurs d'aéronefs, aux compagnies aériennes, à l'industrie spatiale, à la recherche spatiale et à l'industrie militaire. 
Ils fabriquent des moteurs, des aérostructures, des trains d'atterrissage, des câblages, des pièces mécaniques de précision, des systèmes hydrauliques, des systèmes de climatisation, des sièges et aménagements de cabine, des matériaux d'isolation thermophonique, des simulateurs de vol. 
Parmi les principaux équipementiers aéronautiques, on trouve : 
- moteurs : United Technologies, Precision Castparts, Alliant Techsystems, GenCorp (États-Unis), Rolls-Royce, GKN (Royaume-Uni), Safran (France), MTU Aero Engines (Allemagne) ;
- aérostructures : Spirit AeroSystems, Triumph-Vought, United Technologies (États-Unis), Fuji Heavy Industries, Kawasaki Heavy Industries, Mitsubishi Heavy Industries, IHI (Japon), GKN (Royaume-Uni), Daher, Latécoère (France), Leonardo (Italie) ;
- avionique : Rockwell Collins, L-3 Communications, United Technologies, Honeywell, Curtiss-Wright (États-Unis), Thales (France), Leonardo (Italie), Elbit Systems (Israël) ;
- logiciels : L-3 Communications, Northrop Grumman, ITT, Raytheon, Honeywell (États-Unis), Thales (France), Mahindra & Mahindra (Inde) ;
- électronique embarquée : Northrop Grumman, ITT, Raytheon, Honeywell, Rockwell Collins, L-3 Communications (États-Unis), Cobham (Royaume-Uni), Leonardo- (Italie), Safran, Thales (France) FA.